# Alexandre Silvio
Alexandre Silvio, właśc. Alexandre-Silvio Jobin (ur. 1872, zm. 1935) – popularny kanadyjski lektor filmowy.
Karierę zaczynał jako aktor komediowy i wodewilowy. W 1907 r. zaczął pracować jako lektor kinowy.
W epoce kina niemego lektorzy komentowali dla publiczności to, co działo się na ekranie, niekiedy również czytali plansze tekstowe (co było ważne, gdyż dużą część uboższej publiczności stanowili analfabeci) oraz wcielali się w postacie filmowe i podkładali za nie głos oraz imitowali różne efekty dźwiękowe. Niektórzy spośród lektorów zdobywali sobie bardzo dużą popularność. Również Silvio zdobył sobie dużą sławę, dzięki swojej umiejętności znakomitego komentowania filmów zagranicznych po francusku. Wkrótce pracował dla kilku kin jednocześnie, a z czasem sam został dyrektorem kilku własnych sal widowiskowych.
Pracował aż do lat 30., kiedy to musiał przerwać karierę ze względu na problemy zdrowotne. Zmarł w 1935 r.